# Placówka Straży Celnej „Dołżyce”

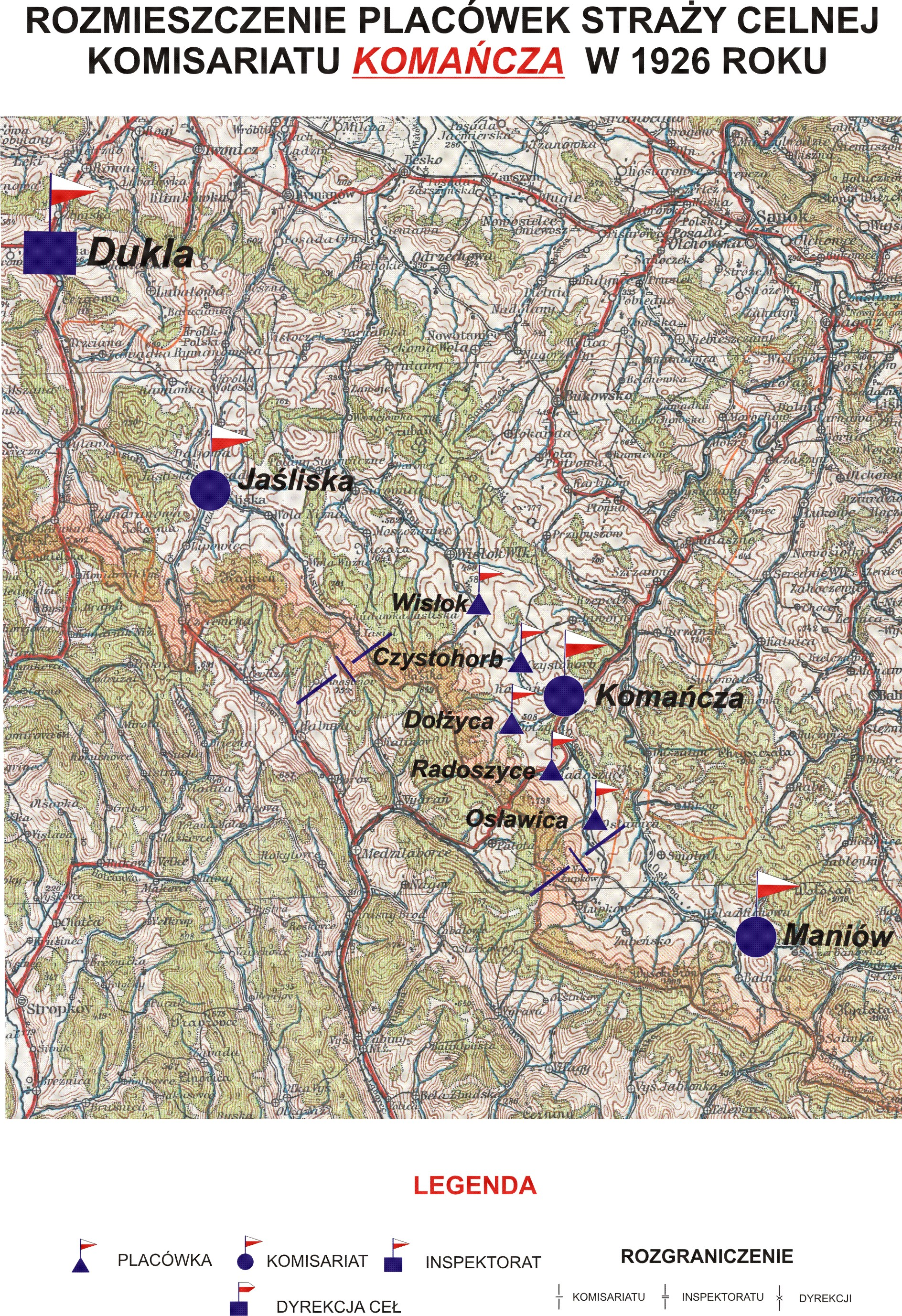
Rozmieszczenie placówek Komisariatu Komańcza w 1926 r.

Placówka Straży Celnej „Dołżyce” – jednostka organizacyjna Straży Celnej pełniąca w okresie międzywojennym służbę ochronną na granicy polsko-czechosłowackiej.

## Formowanie i zmiany organizacyjne
Na wniosek Ministerstwa Skarbu, uchwałą z 10 marca 1920 roku, powołano do życia Straż Celną. Od połowy 1921 roku jednostki Straży Celnej rozpoczęły przejmowanie odcinków granicy od pododdziałów Batalionów Celnych. W 1922 roku w Komańczy stacjonował sztab 3 kompanii 6 batalionu celnego. Kompania wystawiała między innymi placówkę w Dołżycach. Proces tworzenia Straży Celnej trwał do końca 1922 roku. Placówka Straży Celnej „Dołżyce” weszła w podporządkowanie komisariatu Straży Celnej „Komańcza” z Inspektoratu SC „Dukla”.
W drugiej połowie 1927 roku przystąpiono do gruntownej reorganizacji Straży Celnej. W praktyce skutkowało to rozwiązaniem tej formacji granicznej. Ochronę północnej, zachodniej i południowej granicy państwa przejęła powołana z dniem 2 kwietnia 1928 roku Straż Graniczna.

## Funkcjonariusze placówki
Kierownicy placówki
| stopień    | imię i nazwisko, numer | okres pełnienia służby | kolejne stanowisko |
| ---------- | ---------------------- | ---------------------- | ------------------ |
| przodownik | Michał Bernaczyk (37)  | był w 1926             |                    |

Obsada personalna placówki w 1926:
- przodownik Michał Bernaczyk (37)
- starszy strażnik Michał Schönborn (757)
- strażnik Michał Solarczyk (1097)
- strażnik Wincenty Juszczak (1087)
- strażnik Edward Wróbel (668)